# Pogorzelec (powiat garwoliński)
Pogorzelec – wieś sołęcka w Polsce położona w województwie mazowieckim, w powiecie garwolińskim, w gminie Maciejowice.
W latach 1975–1998 miejscowość należała administracyjnie do województwa siedleckiego.
W Pogorzelcu znajduje się gminna Stacja Ujęcia Wody. SUW w Pogorzelcu zaopatruje w wodę pitną większą część gminy Maciejowice.
W obrębie granic miejscowości znajduje się Rezerwat przyrody Czerwony Krzyż.
Wierni Kościoła rzymskokatolickiego należą do parafii Wniebowzięcia Najświętszej Maryi Panny w Maciejowicach.